# Boeing YAL-1
Боїнг YAL-1 (англ. Boeing YAL-1, також ABL — Airborne Laser) — експериментальний бойовий літак, здатний за допомогою потужного бортового лазера знищувати різні об'єкти противника. Літак розроблений на базі Boeing 747-400F. Є елементом системи, призначеної в першу чергу для перехоплення балістичних і крилатих ракет з ядерною бойовою частиною.
Основна перевага перед іншими засобами — можливість знищення стартуючих ракет на початковій ділянці траєкторії польоту.
Програма була закрита у 2011 році у зв'язку зі скороченням військового бюджету. Потужність лазера на момент закриття проєкту була доведена до мегавата.

## Історія
Спочатку, загальна вартість американської програми оцінювалася у 2,5 млрд доларів. Планувалося створити два прототипи, а після випробувань побудувати ще 5 літаків для розміщення на двох театрах воєнних дій. У 2006 році було витрачено 3 млрд доларів, а повна вартість робіт по проєкту оцінюється у 7-13 млрд доларів. Програма ABL була скорочена до демонстрації технології. У 2009 році група розробників, а також науковий керівник програми на період 1987—1990 років доктор О'Дін Джадд стали лауреатами інноваційних премій.

### Випробування систем виявлення і супроводу
16 березня 2007 року на авіабазі ВПС США Едвардс (Каліфорнія) були проведені випробування, у ході яких штатний лазер підсвічування цілі системи TILL виявив, захопив і супроводжував імітатор працюючого двигуна балістичної ракети, встановлений на борту літака-мішені NC-135.
6 та 13 червня 2009 року були успішно проведені два випробування системи супроводження цілей (як цілі використовувалися ракети Terrier-Lynx, запущені з полігону ВМС США на острові поблизу узбережжя Каліфорнії).
10 серпня 2009 року відбулися успішні випробування по виявленню та імітації ураження цілі.
18 серпня 2009 року проведені перші випробування мегаватного лазера в польоті, випромінювання поглиналося калориметром, встановленим на борту літака YAL-1.

### Знищення навчальних цілей
3 лютого 2010 року проведені успішні випробування лазера в польоті по ураженню балістичної ракети на твердому паливі.
11 лютого 2010 року — продовження випробувань. Американське Агентство протиракетної оборони (англ. Missile Defense Agency — MDA) провело випробування бойового лазера в польоті по ураженню балістичних ракет. Як повідомляється в прес-релізі агентства, була здійснена стрільба лазерної системи по двох цілях, що імітували балістичні ракети на твердому і рідкому паливі на розгінній ділянці траєкторії.
Випробування лазера повітряного базування проводилися на авіабазі ВМС США Пойнт-Мугу в Каліфорнії. Балістична ракета з РРД стартувала з мобільної платформи у морі. Ураження цілі було здійснено в декілька етапів. На першому етапі було здійснено виявлення цілі за допомогою бортових сенсорів і супровід цілі променем лазера TILL. Потім був використаний лазер BILL для оцінки впливу атмосфери на точність попадання. Після цього був зроблений постріл бойовим лазером мегаватного класу на повну потужність, що розігрів ракету до критичної температури та викликав незворотні порушення її конструкції. Повідомляється про ураження цілі (ракета перебувала на активній ділянці траєкторії). З моменту старту до ураження цілі пройшло близько двох хвилин.
Менш ніж через годину після ураження першої ракети була запущена твердопаливна ракета (ідентична збитій під час випробувань 3 лютого) з острова Сан-Ніколас (штат Каліфорнія), що приблизно в 100 км від Пойн-Мугу. Повідомляється про успішне ураження і другої цілі.

## Склад

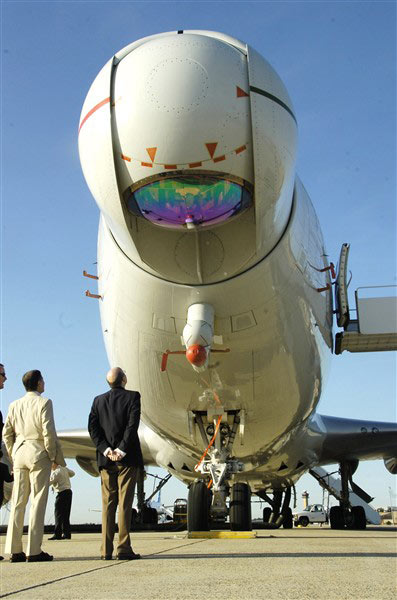
Носова турель розробки Lockheed Martin

Основні компоненти системи:
- Платформа YAL-1 — модифікований Boeing 747-400F з встановленим у носовій частині хімічним лазером.
- Лазер TILL (Track Illuminator Laser) — призначений для виявлення і супроводу (підсвічування) цілі, а також коригування параметрів оптичної системи лазера, за допомогою якого буде здійснюватися ураження цілі.
- Лазер BILL (Beacon Illuminator) — використовується для компенсації атмосферних спотворень.
- Шестимодульний бойовий лазер HEL. На випробуваннях використовувався імітатор SHEL (англ. Surrogate High Energy Laser).